# ピーター・グラルニック
ピーター・グラルニック（Peter Guralnick、1943年12月15日 - ）は、アメリカ合衆国の音楽評論家、著述家、アメリカ合衆国のポピュラー音楽についての歴史家で、作家、脚本家としても活動している。
日本語では、ピーター・ギュラルニックと表記されることもある。

## 経歴
マサチューセッツ州ボストン生まれ。
グラルニックの最初の2冊の本、『Almost Grown』（1964年）と『Mister Downchild』（1967年）は、マサチューセッツ州ケンブリッジで、小説や詩集の出版を専門とするラリー・スターク・プレス (Larry Stark Press) を運営するラリー・スタークによって出版された短編集であった。マサチューセッツ工科大学の大学新聞『The Tech』1964年5月13日号には、『Almost Grown』について、モナ・ディクソン (Mona Dickson) による好意的な書評が掲載された。
ピーター・グラルニックは、1971年にボストン大学から創作文についての修士号を取得して修了し、その後、ブルース、カントリー、ロックンロール、ソウルなどの歴史についての本を書き始めた。
グラルニックが2巻にまとめたエルヴィス・プレスリーの伝記『Last Train to Memphis』（1994年）と『Careless Love』（1999年）は、プレスリーの経歴を、興隆と没落のふたつの軌跡として描いたものである。合わせて1,300ページ以上（うち1,150ページほどは、文章だけ）におよぶ、この作品は、先行した伝記であるアルバート・ゴールドマンの『Elvis』（1981年）と比べても、内容の深み、プレスリーの人生や音楽についての学術的な検討において、肩を並べるものとなっている。 グラルニックは、これ以前に、『The Rolling Stone Illustrated History of Rock & Roll』においてプレスリーについての記事を書いており、1976年の初版のときから、その後に版を重ねる中で、この記事はそのまま継承されている。グラルニックは、2010年に出た、CD30枚組ボックス・セット『The Complete Elvis Presley Masters』の、240ページに及ぶハードカバーの解説書の文章も、エルンスト・ヨルゲンセン (Ernst Jørgensen) とともに書いている。
同時代に活躍したレスター・バング、イアン・ペンマン、ニック・ターシズなどによる、個性的で特異な、自己参照的で極めて個人的なスタイルで書かれる音楽評論とは対照的に、グラルニックの文章は、口語的な文体が特徴であり、明確で、過剰な装飾は比較的少ない。 最もよく書かれている箇所における彼の文章は、何かを強調しながら、客観性を保つことができている。
グラルニックは、A&Eのドキュメンタリー番組『Sam Phillips: The Man Who Invented Rock 'n' Roll』において、ビリー・ボブ・ソーントンが務めたナレーションの脚本を書き、同じくジェフリー・ライトがナレーションを務めた『Sam Cooke - Legend』の脚本も手がけた。マーティン・スコセッシ監督のドキュメンタリー『フィール・ライク・ゴーイング・ホーム (Feel Like Going Home)』の脚本も、グラルニックが書いたものである。
グラルニックは、アルバムのライナーノーツも数多く手がけており、1986年の第28回グラミー賞では、サム・クックの『Live at the Harlem Square Club, 1963』のライナーノーツによって最優秀アルバム・ノーツ賞を受賞した。また、受賞はしなかったもののノミネートされたものとして、ビッグ・メイベルの『The Okeh Sessions』、エルヴィス・プレスリーの『The Complete Sun Sessions』『The King of Rock 'n' Roll: The Complete 50's Masters』と『From Nashville to Memphis: The Essential '60s Masters』、サム・クックの『Sam Cooke's SAR Records Story 1959-1965』がある。このほかにも、特筆すべきものとして、チャーリー・リッチの最後のアルバム『Pictures and Paintings』、ジェリー・リー・ルイスの最後の3枚のアルバム『Last Man Standing』、『Mean Old Man』、『Rock and Roll Time』などがある。
2010年、グラルニックは、ノン・パフォーマー部門でブルースの殿堂入りを果たした。
2015年現在、グラルニックは、招聘作家 (Writer in Residence) として、テネシー州ナッシュビルのヴァンダービルト大学に籍を置いている。

## 私生活
グラルニックは、1971年に、キャンプ・アルトン (Camp Alton) という少年たちのためのアスレチック・キャンプ施設を祖父から相続し、その所長となっていた。この施設は、ニューハンプシャー州ウルフボロのウィニペソーキ湖に面していた。このキャンプ場は1992年に閉鎖された。グラルニックは、45年以上にわたって妻アレキサンドラ (Alexandra) と連れ添っている。ふたりの間には、息子ジェイコブ (Jacob) と娘ニーナ (Nina) がいる。

## おもな著書
- Peter Guralnick (1964). Almost Grown. Cambridge, Massachusetts: Larry Stark Press.
- Peter Guralnick (1967). Mister Downchild. Cambridge, Massachusetts: Larry Stark Press.
- Peter Guralnick (1971). Feel Like Going Home: Portraits in Blues, Country, and Rock 'n' Roll. ISBN 0-87690-046-5 Reprinted 1999. ISBN 0-316-33272-0
  - 日本語訳：（ピーター・ギュラルニック著、高橋佳代子・長束竜二 訳）ロックに棲むブルース、大栄出版、1996年
- Peter Guralnick (1979). Lost Highway: Journeys & Arrivals of American Musicians. ISBN 0-316-33274-7
- Peter Guralnick (1982). The Listener's Guide to The Blues. New York: Facts on File, Inc.
- Peter Guralnick (1986). Sweet Soul Music: Rhythm and Blues and the Southern Dream of Freedom. ISBN 0-316-33273-9
  - 日本語訳：（ピーター・ギュラルニック著、新井崇嗣 訳）スウィート・ソウル・ミュージック：リズム・アンド・ブルースと南部の自由への夢、シンコーミュージック・エンタテイメント、2005年
- Peter Guralnick (1988). Nighthawk Blues: a novel. Thunder's Mouth Press. ISBN 0-938-41064-4
- Peter Guralnick (1989). Searching for Robert Johnson. ISBN 0-452-27949-6
  - 日本語訳：（ピーター・ギュラルニック著、三井徹 訳）ロバート・ジョンスン：伝説的ブルーズマンの生涯、JICC出版局、1991年
- Peter Guralnick (1994). Last Train to Memphis: The Rise of Elvis Presley. ISBN 0-316-33225-9
  - 日本語訳：（ピーター・ギュラルニック著、三井徹 訳）エルヴィス登場!!、ユーリーグ、1997年
- Peter Guralnick (1999). Careless Love: The Unmaking of Elvis Presley. ISBN 0-316-33297-6
  - 日本語訳：（ピーター・グラルニック著、三井徹 訳）エルヴィス伝：復活後の軌跡1958-1977、みすず書房、2007年
- Peter Guralnick and Ernst Jorgensen (1999). Elvis Day by Day : The Definitive Record of His Life and Music. ISBN 0-345-42089-6
- Peter Guralnick (2005). Dream Boogie : The Triumph of Sam Cooke. Little, Brown. ISBN 0-316-37794-5

## インタビュー
- "An Interview with Peter Guralnick" by Griffin Ondaatje and Craig Proctor, Brick: A Literary Journal, Issue 62, Spring 1999.
- "Caught in a Trap" - ウェイバックマシン（2001年5月28日アーカイブ分）. Peter S. Sholtes interviews Peter Guralnick. City Pages Media, January 13, 1999. Archived from the original, 2001-05-26.
- Music Historian Peter Guralnick — Serious Jibber Jabber with Conan O'Brien (May'13?) discuss PG's 1994 book Last Train to Memphis: The Rise of Elvis Presley